# Kílán
Kílán (persky شهر کیلان‎) je menší íránské město ležící východně od Teheránu. Jeho jméno podle obyvatel znamená Královské město.[zdroj?]
V hornaté oblasti u Kílánu byly nalezeny památky na osídlení z doby zhruba před 18 tisíci lety. V horách okolo, jako na Dar Alí, byly nalezeny vykopávky z období třetihor.
V roce 2006 ve městě žilo 3038 obyvatel. Neexistovala zde negramotnost, tři čtvrtiny obyvatel měly akademické vzdělání.[zdroj?] Někteří obyvatelé město opustili a pobývají na celém světě, jejich jméno obvykle končí přízviskem Kílání.[zdroj?]